# Jaipal Singh Munda
Jaipal Singh Munda (anglès: Jaipal Singh)  (Houthi, 3 de gener de 1903 - Delhi, 20 de març de 1970) va ser un polític, escriptor i esportista indi. Va ser membre de l'Assemblea Constituent que va debatre sobre la nova Constitució de la Unió Índia. Va ser el capità de l'equip indi d'hoquei sobre herba per va guanyar l'or als Jocs Olímpics d'Estiu de 1928 d'Amsterdam.
Estudiant brillant a l'Índia, els missioners cristians que dirigien la seva escola el van enviar a estudiar a Anglaterra, a la Universitat d'Oxford, on es llicencià en economia al St. John's College.
El 1928 va prendre part en els Jocs Olímpics d'Amsterdam, on va guanyar la medalla d'or com a membre de l'equip indi en la competició d'hoquei sobre herba.
Després de retirar-se de l'hoquei actiu va exercir com a secretari de l'Associació d'hoquei de Bengala i com a membre del Consell d'Esports de l'Índia. El 1934 es va convertir en professor al Prince of Wales College d'Achimota, a la Costa d'Or, Ghana. El 1937 va tornar a l'Índia com a director del Rajkumar College de Raipur. El 1938 es va incorporar a l'estat de Bikaner com a secretari d'Afers Exteriors.
Posteriorment fou defensor de les causes dels adivasi i la creació d'una pàtria separada per a ells al centre de l'Índia. Com a membre de l'Assemblea Constituent de l'Índia va fer campanya pels drets de tota la comunitat tribal.